# Федеральне дорожнє агентство
Федеральне дорожнє агентство (рос. Федеральное дорожное агентство), також відоме як Росавтодор (рос. Росавтодор) — федеральний орган виконавчої влади Російської Федерації, який здійснює функції з надання державних послуг та управління державним майном у сфері автомобільного транспорту і дорожнього господарства, зокрема в галузі обліку автомобільних доріг, а також функції з надання державних послуг у сфері забезпечення транспортної безпеки в цій сфері та на міському наземному електричному транспорті, який перебуває у віданні Міністерства транспорту Російської Федерації.
Одним із напрямів діяльності є затвердження результатів оцінки вразливості та акредитації юридичних осіб на право проведення оцінки вразливості об'єктів транспортної інфраструктури та транспортних засобів. Транспортна безпека — пріоритетне завдання відомства.

## Історія

### Передумови
В останні роки існування СРСР, 6 липня 1990 року в структурі республіканських відомств РРФСР на основі Міністерства автомобільних доріг РРФСР, яке було ліквідовано, було утворено госпрозрахунковий виробничо-господарський комплекс республіканського підпорядкування — Російський державний концерн із проєктування, будівництва, реконструкції, ремонту та утримання магістральних автомобільних доріг (Росавтодор).
Після розпаду СРСР, і утворення Російської Федерації на основі колишньої РРФСР, 30 грудня 1991 року в складі Міністерства транспорту Російської Федерації утворюється Федеральний дорожній департамент, якому передається виконання державних функцій, які раніше перебували у сфері діяльності Російського державного концерну «Росавтодор». Сам Росавтодор надалі зазнає приватизації, в результаті якої 30 вересня 1992 року перетворюється на Російське відкрите акціонерне товариство «Концерн „Росавтодор“» (РВАО «Концерн „Росавтодор“»), яке згодом проіснувало до 2004 року.
15 березня 1996 року на основі Федерального дорожнього департаменту і Департаменту автомобільного транспорту Мінтрансу Росії було утворено Федеральну автомобільно-дорожню службу Росії (ФАДС Росії), що об'єднала структури та виконувані завдання даних департаментів, і була федеральним органом виконавчої влади, який перебуває у віданні Міністерства транспорту Російської Федерації.
Однак уже через 5 місяців - 14 серпня 1996 року, ФАДС Росії було скасовано, а її функції знову передано Міністерству транспорту Російської Федерації, де на основі структурних підрозділів центрального апарату Мінтрансу Росії було сформовано автомобільно-дорожню службу.
23 квітня 1997 року з метою розвитку мережі автомобільних доріг Російської Федерації, на базі структурних підрозділів Міністерства транспорту Російської Федерації, що здійснювали функції з управління коштами федерального дорожнього фонду, федеральними автомобільними дорогами та державним майном, необхідним для забезпечення їх функціонування, було утворено новий федеральний орган виконавчої влади — Федеральну дорожню службу Росії (ФДС Росії).
25 травня 1999 року Федеральну дорожню службу Росії було перетворено на Російське дорожнє агентство — федеральний орган виконавчої влади, який виконував ті самі основні завдання, що й ФДС Росії.
17 травня 2000 року Російське дорожнє агентство скасовується, а його функції знову передаються Міністерству транспорту Російської Федерації.
8 листопада 2001 року Наказом міністра транспорту структурні підрозділи центрального апарату міністерства, що здійснюють функції галузевого управління в галузі дорожнього господарства, об'єднуються в Державну службу дорожнього господарства Міністерства транспорту Російської Федерації (скорочено Росавтодор).

### Утворення
9 березня 2004 року на основі скасованих Міністерства транспорту, Міністерства шляхів сполучення Російської Федерації та Міністерства Російської Федерації зі зв'язку та інформатизації, створюється Міністерство транспорту і зв'язку Російської Федерації.
Одночасно з цим, тим же нормативно-правовим актом, на основі колишніх структурних підрозділів скасованого Міністерства транспорту Російської Федерації, що здійснювали функції з управління майном і надання державних послуг у сфері дорожнього господарства, утворюється новий федеральний орган виконавчої влади — Федеральне дорожнє агентство, що перебуває у віданні створюваного Міністерства транспорту і зв'язку Російської Федерації. На утворене Агентство покладаються вищезгадані функції з надання державних послуг, з управління державним майном і правозастосовчі функції у сфері автомобільного транспорту і дорожнього господарства.
Незабаром — 20 травня 2004 року, Міністерство транспорту і зв'язку Російської Федерації знову розділяється на 2 міністерства: Міністерство транспорту і Міністерство інформаційних технологій і зв'язку Російської Федерації, де Федеральне дорожнє агентство залишається у віданні новоствореного Міністерства транспорту Російської Федерації.
23 липня 2004 року затверджується «Положення про Федеральне дорожнє агентство». 8 серпня 2009 року в дане «Положення про Агентство» вносяться зміни, згідно з якими для Федерального дорожнього агентства встановлюється скорочене найменування — Росавтодор.

## Структура та керівництво

### Керівники
- Анатолій Насонов (16 березня 2004 — 16 серпня 2004)
- Олег Бєлозьоров (2004 — 2009)
- Анатолій Чабунін (17 березня 2009 — 19 листопада 2012[17])
- Роман Старовойт (19 листопада 2012[18] — 27 вересня 2018)
- Андрій Костюк (27 вересня 2018[19] — 30 січня 2021)
- Роман Новіков (з 30 січня 2021[20])

### Структура
- Керівник Федерального дорожнього агентства
- Заступники керівника Федерального дорожнього агентства
- Управління будівництва автомобільних доріг
- Управління експлуатації автомобільних доріг
- Управління науково-технічних досліджень, інформаційних технологій та господарського забезпечення
- Управління регіонального розвитку та реалізації національного проєкту
- Фінансово-економічне управління
- Управління транспортної безпеки
- Управління адміністративно-кадрової роботи та правового забезпечення
- Управління земельно-майнових відносин